# Caprino TI
Caprino ist ein Ort im Quartier Castagnola-Cassarate-Ruvigliana der Gemeinde Lugano im Kanton Tessin in der Schweiz. 

## Geographie
Caprino befindet sich am Südufer des Luganersees und am Nordwestabhang des Monte Caprino. Im Südwesten des Ortes befindet sich die Staatsgrenze zur italienischen Exklave Campione d’Italia. Caprino grenzt an den Ortsteil Pugerna der Gemeinde Arogno.

## Geschichte
Caprino war bis 1972 Teil der Gemeinde Castagnola, zusammen mit dieser gehört Caprino seit 1972 zur Gemeinde Lugano. In Caprino gab es einen Steinbruch für die Gebäude von Lugano, Kalköfen und Kühlkeller für die Lagerung von Weinen, Wurstwaren und Käse. Die Keller wurden im 17. und 18. Jahrhundert von den Patrizierfamilien von Lugano gebaut. Das Holz aus dem Wald wurde regelmässig geschnitten und mit Booten zum See transportiert. Der Ort Cavallino westlich von Caprino verdankt seinen Namen dem Herrn Pietro Cavallino, Besitzer des Hauses und des hier gebauten Kellers.

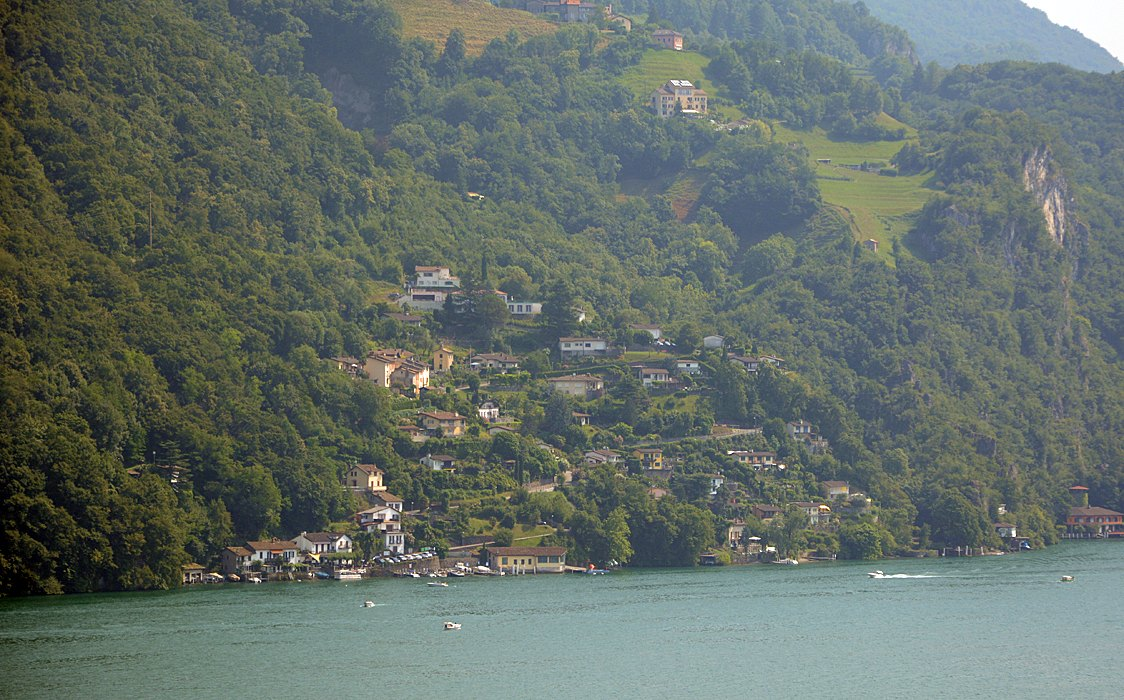
Caprino am Luganersee

## Verkehr
Caprino ist vom Zentrum Luganos aus per Schiff erreichbar (3 km Luftlinie). Es gibt zwei Anlegestellen: San Rocco und Cantine di Caprino. 
Über die Strasse ist Caprino nicht via Campione erreichbar. Die Strassenverbindung ab Lugano führt über den Seedamm von Melide und ab Maroggia (275 m ü. M.) auf einer steilen Bergstrasse über Arogno (590 m ü. M.) und den Weiler Pugerna nach Caprino. Diese Strecke ist etwa 17 km lang. Von Caprino aus erreicht man zu Fuss das Schweizerische Zollmuseum in Cantine di Gandria.

## Sportveranstaltung
- Traversata Lago di Lugano: Seeüberquerung von Caprino zum Strandbad in Lugano[3]